# 1927 au Royaume-Uni
Événements de l'année 1927 au Royaume-Uni.
Cette année a vu le changement de nom du Royaume-Uni de Grande-Bretagne et d'Irlande en Royaume-Uni de Grande-Bretagne et d'Irlande du Nord, reconnaissant ainsi l'indépendance de l'État libre d'Irlande, qui a vu le jour avec le traité anglo-irlandais en 1922.

## Titulaires
- Monarque – George V
- Premier ministre – Stanley Baldwin (Conservateur)
- Parlement – 34e

## Événements
- 1 janvier – la British Broadcasting Company devient la British Broadcasting Corporation, lorsqu'elle reçoit une charte royale. John Reith devient le premier directeur général.
- 7 janvier – premier appel téléphonique transatlantique de New York à Londres.
- 15 janvier – première diffusion sportive en direct sur la BBC. Match international de Rugby à XV qui oppose l'Angleterre au pays de Galles commenté par Teddy Wakelam. Une semaine plus tard, le premier match de football est diffusé.
- 19 janvier – La Grande-Bretagne envoie des troupes en Chine.
- 28-30 janvier – Des vents violents frappent les îles britanniques, avec une rafale de 90 nœuds (100 mph; 170 km/h) enregistrée à Paisley (Écosse) et 23 tués[1].
- 4 février – à Pendine Sands, Sir Malcolm Campbell établit un nouveau record mondial de vitesse terrestre couvrant le kilomètre volant en moyenne de 174,883 mph (281,44 km/h) et le mile volant en 174,224 m.p.h. au volant du Napier-Campbell Blue Bird, la dernière fois que ce record sera atteint sur le sol britannique[2],[3],[4].
- 12 février – Les premières troupes britanniques débarquent à Shanghai.
- 14 février – Alfred Hitchcock's silent film thriller The Lodger: A Story of the London Fog released.
- 19 février – grève générale à Shanghai pour protester contre la présence des troupes britanniques.
- 1 mars – une explosion souterraine de gaz et de poussière de charbon à Marine Colliery, à Cwm dans le Monmouthshire, tue 52 personnes.
- 6 mars – épidémie de grippe tue 1 000 personnes par semaine.
- 29 mars – Henry Segrave bat le record de vitesse terrestre au volant du Sunbeam 1000 ch à Daytona Beach, en Floride[5].
- 5 avril – Le Trade Disputes and Trade Unions Act 1927 interdit les grèves de soutien.
- 12 avril – Le Royal and Parliamentary Titles Act renomme le Royaume-Uni de Grande-Bretagne et d'Irlande en Royaume-Uni de Grande-Bretagne et d'Irlande du Nord. Le changement reconnaît que l'État libre d'Irlande ne fait plus partie du Royaume.
- 21 avril – Ouverture officielle du National Museum of Wales à Cathays Park, Cardiff.
- 23 avril – Cardiff City, membres de l'English Football League bien qu’ils soient basés au Pays de Galles, remportent la FA Cup battant Arsenal 1–0 à Wembley et remportant pour la première fois le trophée hors d’Angleterre.
- 23 avril – publication de la première édition du magazine The Countryman, toujours publiée 90 ans plus tard.
- 1 mai –  Création des diocèses de Guildford et de Portsmouth dans l'Église d'Angleterre.
- 7 mai – Newcastle United termine la saison de football en tant que champion de première division[6]. George Camsell, avant-centre de son rival local Middlesbrough, Silent Witness Football League marque un record de la Football League de 59 buts cette saison et un total de 63 dans toutes les compétitions[7].
- 9 mai – Joe Davis remporte la première finale du Championnat du monde de snooker tenue à Birmingham[4], un événement qu'il continuera à gagner chaque année jusqu'en 1940.
- 12 mai – La police britannique fait une descente dans le bureau londonien de la société commerciale soviétique ARCOS.
- 13 mai – George V proclame le changement de son style de roi du Royaume-Uni de Grande-Bretagne et d'Irlande à roi de Grande-Bretagne et d'Irlande.
- 20 mai – Traité de Djeddah: l'Arabie saoudite devient indépendante du Royaume-Uni.
- 24 mai – La Grande-Bretagne rompt ses relations diplomatiques avec l'Union soviétique en raison de révélations d'espionage et agitprop.
- 9 juin – L'Union soviétique exécute vingt Britanniques pour espionnage présumé.
- 23 juin – Wilfred Rhodes devient le premier jouer de cricket à atteindre le nombre de 1 000 match joué en first-class cricket.
- 29 juin – Eclipse solaire du 29 juin 1927: la totalité est visible dans le nord de l'Angleterre et au Pays de Galles (bien que les conditions météorologiques soient mauvaises pour l'observation).
- 7 juillet
  - Diocèse de Derby créé dans l'Église d'Angleterre.
  - Christopher Stone présente un programme record sur la BBC, devenant le premier disc jockey britannique[4].
- 7 septembre – Fondation de la Television Society. Elle obtiendra le patronage royal en 1966, devenant la Royal Television Society.
- 5 octobre – le parti travailliste vote en faveur de la nationalisation de l'industrie charbonnière[4].
- 7 octobre – Mercedes Gleitze devient la première femme britannique à traverser la Manche à la nage[8].
- 5 novembre – Les premiers feux de signalisation automatiques de Grande-Bretagne sont déployés à titre expérimental à Wolverhampton[4].
- 17 novembre –  Lancement du bus à impériale Leyland Titan.Son châssis bas définit une tendance significative dans la conception des bus qui dure depuis quarante ans[9].
- Décembre – Joshua Powell de Clacton lance le service de relais radio domestique qui deviendra Rediffusion[10].
- 21 décembre ("Slippery Wednesday") - 1 600 personnes sont hospitalisées dans la région de Londres lorsqu'elles se sont blessées dans les rues verglacées[11],[12].
- 25 décembre – une tempête de neige le jour de Noël affecte Cardiff et une grande partie du sud du Pays de Galles, y compris les Midlands.

### Non daté
- Fin des travaux de construction des dernières filatures de coton du Lancashire : Astley Bridge Mill, Bolton et Elk Mill, Royton (fonctionnant grâce à une turbine à vapeur)[13].
- Affaire de capitaine du Yorkshire : controverse sur la décision (finalement renversée) de nommer un joueur de cricket professionnel, Herbert Sutcliffe, capitaine du Yorkshire County Cricket Club[14].
- Le National Gardens Scheme est établi pour ouvrir des jardins privés d’intérêt public afin de recueillir des fonds pour aider le Queen's Nursing Institute[15].
- Stanley Spencer complète son tableau The Resurrection, Cookham.

## Publications
- Report of the Consultative Committee on the Education of the Adolescent, W. H. Hadow, président du Ministère de l'Éducation, recommandant une séparation entre les cours du primaire et du secondaire à l'âge de 11 ans
- Les Quatre, par Agatha Christie, quatrième roman mettant en scène Hercule Poirot.
- Moonraker, or, The Female Pirate and Her Friends, de F. Tennyson Jesse.
- In Search of England, carnet de voyage de H. V. Morton publié sous forme de livre.
- Arrêt du Cœur, de Dorothy L. Sayers, troisième roman mettant en scène Lord Peter Wimsey.
- The London Child d'Evelyn Sharp, traitant de la vie difficile des enfants dans les quartiers pauvres de Londres.
- The Electronic Theory of Valency, de Nevil Sidgwick, important traité de chimie.
- 2e édition du Principia Mathematica, d'Alfred North Whitehead and Bertrand Russell, un des travaux fondateurs les plus importants de la logique mathématique et philosophique.
- Tarka la loutre, roman d'Henry Williamson.
- La nouvelle "Pig-hoo-o-o-o-ey", de P. G. Wodehouse, première apparition du personnage de l'Impératrice de Blandings, cochon de concours du Lord Emsworth.
- La Promenade au Phare de Virginia Woolf.
- Première publication de The Economic History Review en janvier.

## Naissances en 1927
- 8 janvier – Charles Tomlinson, poète et universitaire († 22 aout 2015).
- 12 janvier
  - Richard Bebb, acteur († 12 avril 2006).
  - Leslie Orgel, chimiste († 27 octobre 2007).
- 13 janvier – Sydney Brenner, biologiste d'origine sud-africaine, récipiendaire du Prix Nobel de physiologie ou médecine († 5 avril 2019).
- 14 janvier – John Mallard, physicien médical († 25 février 2021).
- 20 janvier – Bill Le Sage, pianiste de jazz († 31 octobre 2001).
- 28 janvier – Ronnie Scott, saxophoniste de jazz et propriétaire de club († 23 décembre 1996).
- 31 janvier – Arnold Ziff, homme d'affaires et philanthrope († 14 juillet 2004).
- 7 février – John Buller, compositeur († 12 septembre 2004).
- 9 février – David Wheeler, informaticien († 13 décembre 2004).
- 10 février – Nigel Bagnall, général d'armée († 8 avril 2002).
- 11 février – Robert Squires, amiral († 30 juin 2016).
- 15 février – Frank Dunlop, directeur de théâtre
- 16 février – June Brown, actrice († 3 avril 2022)[16].
- 18 février – Peter Fryer, journaliste et auteur anglais († 31 octobre 2006).
- 21 février – Anne Sunnucks, auteure et joueuse d'échecs anglaise († 22 novembre 2014).
- 25 février – David Oates, archéologue anglais († 22 mars 2004).
- 1 mars – George Davies, footballeur anglais
- 3 mars – Nicolas Freeling, romancier († 20 juillet 2003).
- 5 mars – Robert Lindsay, 29e Comte de Crawford, homme politique et aristocrate († 18 mars 2023)[17].
- 9 mars – Julian Tudor-Hart, médecin, écrivain et militant politique († 1er juillet 2018).
- 10 mars – H. Douglas Keith, physicien († 9 février 2003).
- 11 mars – Ron Todd, dirigeant syndical († 30 avril 2005).
- 12 mars – Francis Wilford-Smith, dessinateur († 4 décembre 2009).
- 15 mars – Brian Shenton, sprinteur († 9 mai 1987).
- 17 mars – Patrick Allen, acteur († 28 juillet 2006).
- 26 mars
  - Harold Chapman, photographe[18] († 19 aout 2022).
  - Tom Christie, médecin, rameur olympique († 11 octobre 2017).
- 29 mars – John Vane, pharmacologue, récipiendaire du Prix Nobel de physiologie ou médecine († 19 novembre 2004).
- 30 mars – Robert Armstrong, Baron Armstrong d'Ilminster, fonctionnaire anglais († 3 avril 2020).
- 1 avril – Peter Cundall, soldat anglo-australien, horticulteur et auteur († 5 décembre 2021).
- 2 avril – Kenneth Tynan, critique de théâtre († 26 juillet 1980).
- 6 avril – John Brooke-Little, héraut († 13 février 2006).
- 8 avril – Tilly Armstrong (alias Tania Langley et Kate Alexander), écrivain britannique († 6 juillet 2010).
- 9 avril – Clive Lythgoe, pianiste († 4 septembre 2006).
- 15 avril – Colin Bean, acteur († 20 juin 2009).
- 16 avril
  - Alan Geldard, cycliste († 26 février 2018).
  - Robert Wilson, astrophysicien († 2 septembre 2002).
- 18 avril – Sidney Cooke, tueur en série anglais et pédophile
- 25 avril – Dickie Dale, coureur moto anglais († 30 avril 1961).
- 26 avril
  - Jack Douglas, acteur († 18 décembre 2008).
  - Anne McLaren, généticienne et biologiste du développement († 7 juillet 2007).
- 27 avril
  - Sheila Scott, aviatrice († 20 octobre 1988).
  - Elizabeth Craig-McFeely, ancienne directrice du Women's Royal Naval Service
- 2 mai – Michael Broadbent, critique de vin († 17 mars 2020).
- 4 mai – Terry Scott, acteur († 26 juillet 1994).
- 5 mai – Beverley Sisters Babs (d. 2018) and Teddie, close harmony singers The Beverley Sisters
- 9 mai – Keith Ross, (chirurgien) († 18 février 2003).
- 11 mai – Bernard Fox, acteur († 14 décembre 2016).
- 21 mai – Brian Manning, historien († 24 avril 2004).
- 25 mai – Paul Oliver, historien de l'architecture († 15 aout 2017).
- 27 mai
  - John Chapman, acteur et scénariste († 3 septembre 2001).
  - Bryan Cowgill, directeur de la télévision († 14 juillet 2008).
- 31 mai – Joe Robinson, acteur et lutteur († 3 juillet 2017).
- 2 juin
  - Colin Brittan, footballeur († 4 avril 2013)[19].
  - Christopher Slade, avocat et juge († 7 février 2022).
- 4 juin – Geoffrey Palmer, acteur († 5 novembre 2020)[20].
- 6 juin – David Chipp, journaliste († 10 septembre 2008).
- 7 juin – Ian McColl, footballeur et entraîneur de football († 25 octobre 2008).
- 8 juin
  - Michael Levey, historien de l'art († 28 décembre 2008).
  - Anne Warburton, universitaire et diplomate († 4 juin 2015).
- 11 juin
  - Marcus Fox, homme politique († 16 mars 2002).
  - Beryl Grey, danseuse de ballet († 10 décembre 2022).
- 12 juin – Al Fairweather, musicien de jazz († 21 juin 1993).
- 13 juin
  - Paul Ableman, romancier († 25 octobre 2006).
  - Brian Wilde, acteur († 20 mars 2008).
- 15 juin – R. A. C. Parker, historien († 23 avril 2001).
- 18 juin – Paul Eddington, acteur († 4 novembre 1995).
- 23 juin – John Habgood, archevêque d'York († 6 mars 2019).
- 25 juin – Arnold Wolfendale, astronome († 21 décembre 2020)[21].
- 28 juin – Correlli Barnett, historien militaire († 10 juillet 2022)[22].
- 1 juillet – Richard Chaloner, 3e Baron Gisborough
- 3 juillet
  - Ken Rowlands, boxeur gallois († 14 aout 2011).
  - Ken Russell, réalisateur († 27 novembre 2011).
- 4 juillet – Derek Bond, évêque anglais († 20 juillet 2018).
- 10 juillet – Don Revie, footballeur et entraîneur de football († 26 mai 1989).
- 12 juillet – Harold Walker, homme politique († 11 novembre 2003).
- 11 juillet – Chris Leonard, footballeur anglais († 1987).
- 15 juillet – Ted Slevin, joueur de rugby à XIII († 7 novembre 1998).
- 16 juillet
  - Derek Hawksworth, footballeur († 24 mars 2021).
  - Shirley Hughes, auteure et illustratrice de livres pour enfants  († 25 février 2022).
  - John Warr, joueur de cricket du Middlesex († 9 mai 2016).
- 26 juillet – Danny La Rue, artiste britannique d'origine irlandaise († 31 mai 2009).
- 30 juillet – Tony Hiller, auteur-compositeur et producteur de disques († 26 aout 2018).
- 31 juillet – Peter Nichols, dramaturge († 7 septembre 2019).
- 1 août – Franklyn Perring, botaniste († 11 octobre 2003).
- 8 août – Basil Kirchin, batteur et compositeur († 18 juin 2005).
- 9 août
  - Robert Malpas, ingénieur et homme d'affaires
  - Robert Shaw, acteur et romancier († 28 aout 1978).
- 11 août – Raymond Leppard, chef d'orchestre († 22 octobre 2019).
- 19 août – Ivan Owen, doubleur  († 17 octobre 2000).
- 26 août – Duncan Inglis Cameron, administrateur de l'université († 7 mai 2006).
- 1 septembre – Maurice Stonefrost, fonctionnaire († 25 octobre 2008).
- 4 septembre – Richard Chorley, géographe (died 2002)(† 12 mai 2002).
- 6 septembre – Jack Parker, athlète britannique († 20 février 2022).
- 7 septembre
  - Freddie Glidden, footballeur écossais († 1er janvier 2019).
  - Eric Hill, auteur et illustrateur († 6 juin 2014).
- 8 septembre – James Culliford, acteur († 23 mars 2002).
- 10 septembre – Johnny Keating, musicien écossais († 28 mai 2015).
- 11 septembre – Vernon Corea, diffuseur né au Sri Lanka († 23 septembre 2002).
- 18 septembre – Muriel Turner, baronne Turner de Camden, femme politique britannique († 26 février 2018).
- 21 septembre – Bill Speakman, soldat († 20 juin 2018).
- 22 septembre – Gordon Astall, footballeur († 21 octobre 2020).
- 25 septembre – Colin Davis, chef d'orchestre († 14 avril 2013).
- 6 octobre – Antony Grey, né Anthony Wright, militant des droits LGBT († 30 avril 2010)[23].
- 9 octobre – John Margetson, universitaire et diplomate († 17 octobre 2020).
- 11 octobre
  - Liza Picard, avocate et historienne anglaise (died 2022)(† 8 avril 2022)[24].
  - Jim Prior, homme politique conservateur, ministre († 12 décembre 2016).
- 14 octobre – Roger Moore, acteur de cinéma († 23 mai 2017).
- 20 octobre – Brian Nissen, acteur († 8 février 2001).
- 24 octobre – John Winston, acteur († 19 septembre 2019).
- 28 octobre – Cleo Laine, chanteuse
- 31 octobre – Charles Cameron, magicien écossais († 7 janvier 2001).
- 3 novembre – Tiny Wharton, arbitre de football écossais († 9 mai 2005).
- 5 novembre – Kenneth Waller, acteur anglais († 28 janvier 2000).
- 7 novembre – Ivor Emmanuel, acteur († 20 juillet 2007).
- 9 novembre – Ken Dodd, comédien et chanteur († 11 mars 2018).
- 12 novembre – David Butler, scénariste († 27 mai 2008).
- 15 novembre – Gregor Mackenzie, homme politique du parti travailliste politician († 4 mai 1992).
- 16 novembre – Gerry Lowe, joueur de rugby (d. 2018)(† 2 mars 2018).
- 17 novembre – Fenella Fielding, actrice († 11 septembre 2018).
- 23 novembre – Michael Coulson, avocat et homme politique († 18 juin 2002).
- 24 novembre – Jonathan Routh, humoriste († 4 juin 2008).
- 27 novembre – Eppie Gibson, joueur et entraîneur de la ligue de rugby († 18 janvier 2018).
- 3 décembre – Richard Pankhurst, universitaire († 16 février 2017).
- 7 décembre – Helen Watts, contralto († 7 octobre 2009).
- 19 décembre – James Booth, acteur († 11 aout 2005).
- 26 décembre
  - Denis Gifford, écrivain, animateur et journaliste († 18 mai 2000).
  - Denis Quilley, acteur († 5 octobre 2003).
- 28 décembre – Simon Raven (en), romancier († 12 mai 2001).

## Décès en 1927
- 21 janvier – Sir Charles Warren, officier de police et archéologue biblique (° 7 février 1840).
- 24 février – Sir Edward Marshall Hall, avocat de la défense (° 16 septembre 1858).
- 25 janvier – Mark Judge, architecte et ingénieur (° 26 février 1847).
- 28 février – Sir Luke Fildes, peintre de genre et illustrateur (° 3 octobre 1843).
- 3 mars – J. G. Parry-Thomas, ingénieur automobile et pilote de course gallois, tué lors d'une tentative de record du monde de vitesse terrestre (° 6 avril 1884).
- 6 mars – Marie Spartali Stillman, peintre (° 10 mars 1844).
- 12 mars – Sam Mussabini, entraîneur d'athlétisme (° 6 aout 1867).
- 16 mars – Sir Henry Craik, fonctionnaire, écrivain et homme politique unioniste (° 18 octobre 1846).
- 18 mars – Philip Wicksteed, théologien et critique (° 25 octobre 1844).
- 31 mars – Mabel Collins, théosophe et auteur (° 9 septembre 1851).
- 10 avril – Arthur Reid Lempriere, officier de l'armée (° 22 aout 1835).
- 2 mai – Ernest Starling, physiologiste (° 17 avril 1866).
- 3 mai – Tom Gallaher, fabricant de tabac irlandais (° avril 1840).
- 6 mai – Henry Lowry-Corry, officier de l'armée et homme politique (° 30 juin 1845).
- 11 juin – William Attewell, joueur de cricket (° 12 juin 1861).
- 14 juin – Jerome K. Jerome, écrivain humoristique (° 2 mai 1859).
- 2 juillet – Frank Curzon, directeur de théâtre (° 17 septembre 1868).
- 6 juillet – Harry Anstey, métallurgiste et chercheur d'or (° 24 juillet 1847).
- 27 juillet – Solomon Joseph Solomon, portraitiste (° 16 septembre 1860).
- 31 juillet
  - Sir George Bonham, diplomate (° 28 aout 1847).
  - Sir Harry Johnston, explorateur et administrateur colonial (° 12 juin 1858).
  - Emélie Polini, actrice de théâtre (° 24 mars 1881).
- 3 août – Edward B. Titchener, psychologue (° 11 janvier 1867).
- 17 août – Sir Ernest Hatch, homme politique (° 12 avril 1859).
- 9 septembre – Henry Ward, architecte (né en 1852).
- 8 octobre – Mary Webb, romancière (° 25 mars 1881).